# HD 217107
HD 217107 (6 G. Piscium) és un estel groc subgegant situat a uns 65 anys llum de la Terra a la constel·lació dels Peixos. La seva massa és bastant similar a la del Sol, malgrat que és força més vell. S'han descobert dos planetes que giren al seu voltant: un és molt proper i completa una òrbita cada set dies, mentre que l'altre és molt més distant i tarda vuit anys a completar-la.

## Distància, edat i massa
HD 217107 és força proper al Sol: el satèl·lit astromètric Gaia en mesurà la paral·laxi en 49,8170 mil·liarcsegons, que corresponen a una distància de 65,47 anys llum. Té una magnitud aparent de 6,17; per tant, es troba just al límit de visibilitat a ull nu en condicions favorables.
Les observacions espectroscòpiques mostren que és de tipus espectral G7 o G8, la qual cosa significa que la seva temperatura és d'uns 5.000 K. Té una massa molt similar a la del Sol, malgrat que s'estima que té uns 7.700 milions d'anys (el Sol en té 4.600) i es creu que està començant a evolucionar fora de la seqüència principal, ja que ha consumit quasi tot l'hidrogen del nucli en reaccions de fusió nuclear.

## Sistema planetari
Un estudi de la velocitat radial de HD 217107 dut a terme el 1998 va revelar que el seu moviment al llarg de la línia visible variava al llarg d'un cicle de període de 7,1 dies. El període i l'amplitud d'aquesta variació indicaven que era causat per un planeta en òrbita al voltant de l'estel, d'una massa mínima un xic més gran que la de Júpiter. Aquest planeta fou designat com a HD 217107 b.
Mentre que la majoria de planetes de períodes orbitals inferiors als 10 dies tenen òrbites quasi circulars (e=0), HD 217107 b té una òrbita una mica excèntrica (e=0,13); els seus descobridors hipotetitzaren que podria ser a causa de la influència gravitatòria d'un segon planeta situat a una distància de diverses unitats astronòmiques (UA). La confirmació de l'existència del segon planeta tingué lloc el 2005, quan observacions a llarg termini de variacions de la velocitat radial de l'estel revelaren una variació del període d'uns vuit anys, causada per un planeta de massa almenys el doble de la de Júpiter i amb una òrbita molt excèntrica de semieix major d'unes 4,3 UA. Aquest segon planeta fou designat HD 217107 c.
| Companya (per ordre des de l'estrella) | Massa             | Semieix major (ua) | Període orbital (dies) | Excentricitat | Inclinació | Radi |
| -------------------------------------- | ----------------- | ------------------ | ---------------------- | ------------- | ---------- | ---- |
| b                                      | >1,4135±0,0042 MJ | 0,07505±0,00097    | 7,126846±0,000013      | 0,1283±0,0027 | —          | —    |
| c                                      | >4,513±0,072 MJ   | 6,074±0,080        | 5.189±21               | 0,3848±0,0086 | —          | —    |